# Comp Air Jet
Comp Air Jet — американский восьмиместный, низкоплан с герметичной кабиной и трёхстоечным шасси, предназначенный для гражданского использования. Самолёт разработан компанией Comp Air и рассчитан на самостоятельную сборку.
Самолёт оснащён турбовентиляторным двигателем.
По состоянию на 2022 год, сайт компании не указывает этот самолёт как находящийся в производстве.

## Конструкция и разработка
В 2002 году совладельцы компании Aerocomp (ныне Comp Air) — Стив Янг и Рон Люк — объявили о запуске проекта Comp Air Jet.
Самолёт построен из «проприетарного углеродно-волоконного гибридного сэндвича» и оснащён украинским турбовентиляторным двигателем АИ-25. В качестве альтернативных двигателей рассматривались Pratt & Whitney JT12-8, CJ610, а также перспективные разработки от Williams International и Agilis.
10 июля 2004 года Comp Air Jet впервые поднялся в воздух с аэродрома Мерритт Айленд. Во время полёта шасси не убиралось, однако самолёт достиг скорости 157 узлов (около 291 км/ч). Полёт продолжался 37 минут, посадка заняла около 600 метров.
11 января 2005 года после более чем 30 часов лётных испытаний на аэродроме Space Coast Regional в Титусвилле, штат Флорида, прототип был возвращён на Мерритт айленд для дальнейших работ.

## Эксплуатационная история
По состоянию на апрель 2011 года прототип оставался единственным зарегистрированным экземпляром в Федеральной авиационной администрации США (FAA).

## Технические характеристики

### Лётные характеристики
- Крейсерская скорость: 650 км/ч
- Скорость сваливания: 114 км/ч
- Дальность полёта: 2660 км
- Скороподъёмность: 10 м/с